# МКХ-10: Клас VIII. Хвороби вуха та соскоподібного відростка

## (H60—H95) Клас VIII. Хвороби вуха та соскоподібного відростка
|  | Виключаючи: окремі стани, які виникають у перинатальному періоді (P00-P96); деякі інфекційні та паразитарні хвороби (A00-B99); ускладнення вагітності, пологів та післяпологового періоду (O00-O99); вроджені аномалії, деформації та хромосомні порушення (Q00-Q99); хвороби ендокринної системи, розлади харчування та порушення обміну речовин (E00-E90); травми, отруєння та деякі інші наслідки дії зовнішніх причин (S00-T98); новоутворення (C00-D48); симптоми, ознаки та відхилення від норми, виявлені при клінічних і лабораторних дослідженнях, які не класифіковані в інших рубриках (R00-R99) |

### (H60—H62) Хвороби зовнішнього вуха
| (H60)   | Зовнішній отит                                                                                     |
| (H60.0) | Абсцес зовнішнього вуха                                                                            |
|         | Нарив вушної раковини та зовнішнього слухового проходу                                             |
|         | Карбункул вушної раковини та зовнішнього слухового проходу                                         |
|         | Фурункул вушної раковини та зовнішнього слухового проходу                                          |
| (H60.1) | Целюліт зовнішнього вуха                                                                           |
|         | Целюліт вушної раковини                                                                            |
|         | Целюліт зовнішнього слухового проходупроб                                                          |
| (H60.2) | Злоякісний зовнішній отит                                                                          |
| (H60.3) | Інші інфекційні зовнішні отити                                                                     |
|         | Зовнішній дифузний отит                                                                            |
|         | Зовнішній геморагічний отит                                                                        |
|         | Вухо плавця                                                                                        |
| (H60.4) | Холестеатома зовнішнього вуха                                                                      |
|         | Закупорюючий кератоз зовнішнього вуха (слухового проходу)                                          |
| (H60.5) | Гострий зовнішній отит, неінфекційний                                                              |
|         | Гострий зовнішній отит, що без додаткового визначення (БДВ)                                        |
|         | Гострий зовнішній актинічний отит                                                                  |
|         | Гострий зовнішній хімічний отит                                                                    |
|         | Гострий зовнішній контактний отит                                                                  |
|         | Гострий зовнішній екзематозний отит                                                                |
|         | Гострий зовнішній реактивний отит                                                                  |
| (H60.8) | Інші зовнішні отити                                                                                |
|         | Хронічний зовнішній отит БДВ                                                                       |
| (H60.9) | Зовнішній отит, неуточнений                                                                        |
| (H61)   | Інші хвороби зовнішнього вуха                                                                      |
| (H61.0) | Перихондрит зовнішнього вуха                                                                       |
|         | Вузликовий хондродерматит основного завитка                                                        |
|         | Перихондрит вушної раковини [зовнішнього вуха]                                                     |
|         | Перихондрит піни [вушної раковини]                                                                 |
| (H61.1) | Неінфекційні хвороби вушної раковини                                                               |
|         | Набута деформація вушної раковини [зовнішнього вуха]                                               |
|         | Набута деформація піни [вушної раковини]                                                           |
|         | Виключаючи: «кольорову капусту» вуха (M95.1)                                                       |
| (H61.2) | Сірчана пробка                                                                                     |
|         | Вушна сірка                                                                                        |
| (H61.3) | Набутий стеноз зовнішнього слухового проходу                                                       |
|         | Звуження зовнішнього слухового проходу                                                             |
| (H61.8) | Інші уточнені хвороби зовнішнього вуха                                                             |
|         | Екзостоз зовнішнього слухового проходу                                                             |
| (H61.9) | Хвороби зовнішнього вуха, неуточнені                                                               |
| (H62)   | [☆] Ураження зовнішнього вуха при хворобах, класифікованих в інших рубриках                        |
| (H62.0) | [☆] Зовнішній отит при бактеріальних хворобах, класифікованих в інших рубриках                     |
|         | Зовнішній отит при бешихі (A46[†])                                                                 |
| (H62.1) | [☆] Зовнішній отит при вірусних хворобах, класифікованих в інших рубриках                          |
|         | Зовнішній отит при герпесвірусній [ герпес простий ] інфекції (B00.1[†])                           |
|         | Зовнішній отит при оперізуючому герпесі [зостері] (B02.8[†])                                       |
| (H62.2) | [☆] Зовнішній отит при мікозах                                                                     |
|         | Зовнішній отит при аспергільозі (B44.8[†])                                                         |
|         | Зовнішній отит при кандидозі (B37.2[†])                                                            |
|         | Отомікоз БДВ (B36.9[†])                                                                            |
| (H62.3) | [☆] Зовнішній отит при інших інфекційних та паразитарних хворобах, класифікованих в інших рубриках |
| (H62.4) | [☆] Зовнішній отит при інших хворобах, класифікованих в інших рубриках                             |
|         | Зовнішній отит при імпетиго (L01.-[†])                                                             |
| (H62.8) | [☆] Інші ураження зовнішнього вуха при хворобах, класифікованих в інших рубриках                   |

### (H65—H75) Хвороби середнього вуха та соскоподібного відростка
| (H65)   | Негнійний середній отит                                                                                              |
|         | Включаючи: негнійний середній отит з мірінгітом                                                                      |
| (H65.0) | Гострий серозний середній отит                                                                                       |
|         | Гострий та підгострий секреторний отит                                                                               |
| (H65.1) | Інші гострі негнійні середні отити                                                                                   |
|         | Середній отит, гострий та підгострий алергічний (слизовий)(геморагічний)(сірчаний)                                   |
|         | Середній отит, гострий та підгострий слизовий                                                                        |
|         | Середній отит, гострий та підгострий негнійний БДВ                                                                   |
|         | Середній отит, гострий та підгострий геморагічний                                                                    |
|         | Середній отит, гострий та підгострий сірчано-слизовий                                                                |
|         | Виключаючи: отит в результаті баротравми (T70.0) та середній отит (гострий) БДВ (H66.9)                              |
| (H65.2) | Хронічний серозний середній отит                                                                                     |
|         | Хронічний туботімпанальний катар євстахієвої труби та барабанної порожнини ]                                         |
| (H65.3) | Хронічний слизовий середній отит                                                                                     |
|         | Клейке вухо |
|         | Хронічний слизовий середній отит                                                                                     |
|         | Хронічний секреторний середній отит                                                                                  |
|         | Хронічний транссудативний середній отит                                                                              |
|         | Виключаючи: адгезивну хворобу середнього вуха (H74.1)                                                                |
| (H65.4) | Інші хронічні негнійні середні отити                                                                                 |
|         | Хронічний алергічний середній отит                                                                                   |
|         | Хронічний ексудативний середній отит                                                                                 |
|         | Хронічний негнійний середній отит БДВ                                                                                |
|         | Хронічний сірчано-муцинозний середній отит                                                                           |
|         | Хронічний середній отит з виливом (негнійний)                                                                        |
| (H65.9) | Негнійний середній отит, неуточнений                                                                                 |
|         | Алергічний середній отит                                                                                             |
|         | Катаральний середній отит                                                                                            |
|         | Ексудативний середній отит                                                                                           |
|         | Слизоподібний середній отит                                                                                          |
|         | Секреторний середній отит                                                                                            |
|         | Сірчано-слизовий середній отит                                                                                       |
|         | Сірчаний середній отит                                                                                               |
|         | Транссудативний середній отит                                                                                        |
|         | Середній отит з виливом (негнійний)                                                                                  |
| (H66)   | Гнійний та неуточнений середній отит                                                                                 |
|         | Включаючи: гнійний та неуточнений середній отит з мірінгітом                                                         |
| (H66.0) | Гострий гнійний середній отит                                                                                        |
| (H66.1) | Хронічний туботімпанальний гнійний середній отит                                                                     |
|         | Доброякісний хронічний гнійний середній отит                                                                         |
|         | Хронічна туботімпанальна хвороба [мезотимпаніт]                                                                      |
| (H66.2) | Хронічний епітімпано-антральний гнійний середній отит                                                                |
|         | Хронічна епітімпано-антральная хвороба [епітимпаніт]                                                                 |
| (H66.3) | Інші хронічні гнійні середні отити                                                                                   |
|         | Хронічний гнійний середній отит БДВ                                                                                  |
| (H66.4) | Гнійний середній отит, неуточнений                                                                                   |
|         | Гнійний середній отит БДВ                                                                                            |
| (H66.9) | Середній отит, неуточнений                                                                                           |
|         | Середній отит БДВ |
|         | Гострий середній отит БДВ                                                                                            |
|         | Хронічний середній отит БДВ                                                                                          |
| (H67)   | [☆] Середній отит при хворобах, класифікованих в інших рубриках                                                      |
| (H67.0) | [☆] Середній отит при бактеріальних хворобах, класифікованих в інших рубриках                                        |
|         | Середній отит при скарлатині (A38[†])                                                                                |
|         | Середній отит при туберкульозі (A18.6[†])                                                                            |
| (H67.1) | [☆] Середній отит при вірусних хворобах, класифікованих в інших рубриках                                             |
|         | Середній отит при грипі (J09-J11[†])                                                                                 |
|         | Середній отит при корі (B05.3[†])                                                                                    |
| (H67.8) | [☆] Середній отит при інших хворобах, класифікованих в інших рубриках                                                |
| (H68)   | Сальпінгіт та обструкція євстахієвої труби                                                                           |
| (H68.0) | Сальпінгіт [запалення] євстахієвої [ слухової ] труби                                                                |
| (H68.1) | Обструкція [закупорка] євстахієвої [слухової] труби                                                                  |
|         | Здавлення євстахієвої труби                                                                                          |
|         | Стеноз євстахієвої труби                                                                                             |
|         | Стриктура євстахієвої труби                                                                                          |
| (H69)   | Інші хвороби євстахієвої труби                                                                                       |
| (H69.0) | Зяюча євстахієва труба                                                                                               |
| (H69.8) | Інші уточнені хвороби євстахієвої труби                                                                              |
| (H69.9) | Хвороба євстахієвої труби, неуточнена                                                                                |
| (H70)   | Мастоїдит та споріднені стани [супутні захворювання]                                                                 |
| (H70.0) | Гострий мастоїдит |
|         | Абсцес соскоподібного відростка                                                                                      |
|         | Емпієма соскоподібного відростка                                                                                     |
| (H70.1) | Хронічний мастоїдит                                                                                                  |
|         | Карієс соскоподібного відростка                                                                                      |
|         | Фістула соскоподібного відростка                                                                                     |
| (H70.2) | Петрозит |
|         | Запалення кам’янистої частини скроневої кістки (гостре)(хронічне)                                                    |
| (H70.8) | Інші мастоїдити та споріднені стани                                                                                  |
| (H70.9) | Мастоїдит, неуточнений                                                                                               |
| (H71)   | Холестеатома середнього вуха                                                                                         |
|         | Включаючи: холестеатому барабанної перетинки                                                                         |
|         | Виключаючи: холестеатому зовнішнього вуха (H60.4) та рецидивуючу холестеатому порожнини після мастоідектомії (H95.0) |
| (H72)   | Перфорація барабанної перетинки                                                                                      |
|         | Включаючи: стійку посттравматичну перфорацію барабанної перетинки та післязапальну перфорацію барабанної перетинки   |
|         | Виключаючи: травматичний розрив барабанної перетинки (S09.2)                                                         |
| (H72.0) | Центральна перфорація барабанної перетинки                                                                           |
| (H72.1) | Перфорація барабанної перетинки в області атика                                                                      |
|         | Перфорація pars flaccida                                                                                             |
| (H72.2) | Інші маргінальні [крайові] перфорації барабанної перетинки                                                           |
| (H72.8) | Інші перфорації барабанної перетинки                                                                                 |
|         | Множинні перфорації барабанної перетинки                                                                             |
|         | Повна перфорація барабанної перетинки                                                                                |
| (H72.9) | Перфорація барабанної перетинки, неуточнена                                                                          |
| (H73)   | Інші хвороби барабанної перетинки                                                                                    |
| (H73.0) | Гострий мірінгіт |
|         | Гострий тимпаніт [здуття]                                                                                            |
|         | Бульозний мірінгіт                                                                                                   |
|         | Виключаючи: із середнім отитом (H65-H66)                                                                             |
| (H73.1) | Хронічний мірінгіт                                                                                                   |
|         | Хронічний тимпаніт                                                                                                   |
|         | Виключаючи: із середнім отитом (H65-H66)                                                                             |
| (H73.8) | Інші уточнені хвороби барабанної перетинки                                                                           |
| (H73.9) | Порушення барабанної перетинки, неуточнені                                                                           |
| (H74)   | Інші хвороби середнього вуха та соскоподібного відростка                                                             |
| (H74.0) | Тимпаносклероз |
| (H74.1) | Адгезивна [клейка] хвороба середнього вуха                                                                           |
|         | Адгезивний отит |
|         | Виключаючи: клейке вухо (H65.3)                                                                                      |
| (H74.2) | Розрив та дислокація слухових кісточок                                                                               |
| (H74.3) | Інші набуті дефекти слухових кісточок                                                                                |
|         | Анкілоз слухових кісточок                                                                                            |
|         | Часткова втрата слухових кісточок                                                                                    |
| (H74.4) | Поліп середнього вуха                                                                                                |
| (H74.8) | Інші уточнені хвороби середнього вуха та соскоподібного відростка                                                    |
| (H74.9) | Хвороба середнього вуха та соскоподібного відростка, неуточнена                                                      |
| (H75)   | [☆] Інші ураження середнього вуха та соскоподібного відростка при хворобах, класифікованих в інших рубриках          |
| (H75.0) | [☆] Мастоїдит при інфекційних та паразитарних хворобах, класифікованих в інших рубриках                              |
| (H75.0) | Туберкульозний мастоїдит (A18.0[†])                                                                                  |
| (H75.8) | [☆] Інші уточнені хвороби середнього вуха та соскоподібного відростка при хворобах, класифікованих в інших рубриках  |

### (H80—H83) Хвороби внутрішнього вуха
| (H80)   | Отосклероз                                                              |
|         | Включаючи: отоспонгіоз                                                  |
| (H80.0) | Отосклероз, що залучає овальне вікно, необлітеруючий [неруйнівний]      |
| (H80.1) | Отосклероз, що залучає овальне вікно, облітеруючий                      |
| (H80.2) | Кохлеарний отосклероз                                                   |
|         | Отосклероз, що залучає капсулу лабіринту                                |
|         | Отосклероз, що залучає кругле вікно                                     |
| (H80.8) | Інші форми отосклерозу                                                  |
| (H80.9) | Отосклероз, неуточнений                                                 |
| (H81)   | Порушення вестибулярної функції                                         |
|         | Виключаючи: запаморочення БДВ (R42) та епідемічне запаморочення (A88.1) |
| (H81.0) | Хвороба Меньєра                                                         |
|         | Водянка лабіринту                                                       |
|         | Синдром або запаморочення Меньєра                                       |
| (H81.1) | Доброякісне пароксизмальне запаморочення                                |
| (H81.2) | Вестибулярний нейроніт                                                  |
| (H81.3) | Інші периферичні запаморочення                                          |
|         | Синдром Лермуає                                                         |
|         | Вушне запаморочення                                                     |
|         | Отогенне запаморочення                                                  |
|         | Запаморочення периферичне БДВ                                           |
| (H81.4) | Запаморочення центрального походження                                   |
|         | Центральний позиційний ністагм                                          |
| (H81.8) | Інші порушення вестибулярної функції                                    |
| (H81.9) | Порушення вестибулярної функції, неуточнені                             |
| (H81.9) | Синдром запаморочення БДВ                                               |
| (H82)   | [☆] Вестибулярні синдроми при хворобах, класифікованих в інших рубриках |
| (H83)   | Інші хвороби внутрішнього вуха                                          |
| (H83.0) | Лабіринтит [запалення лабіринту]                                        |
| (H83.1) | Фістула лабіринту                                                       |
| (H83.2) | Лабіринтна дисфункція                                                   |
|         | Гіперчутливість лабіринту                                               |
|         | Гіпофункція лабіринту                                                   |
|         | Втрачена функція лабіринту                                              |
| (H83.3) | Шумові ефекти на внутрішньому вусі                                      |
|         | Акустична травма                                                        |
|         | Втрата слуху, спричинена шумом                                          |
| (H83.8) | Інші уточнені хвороби внутрішнього вуха                                 |
| (H83.9) | Хвороба внутрішнього вуха, неуточнена                                   |

### (H90—H95) Інші хвороби вуха
| (H90)   | Кондуктивна [провідна] та нейросенсорна втрата слуху [туговухість] |
|         | Включаючи: вроджену глухоту |
|         | Виключаючи: мутаційну глухота НКІР (H91.3), глухоту БДВ (H91.9), втрату слуху БДВ (H91.9), втрату слуху, спричинену шумом (H83.3), ототоксичну втрату слуху (H91.0) та раптову (ідіопатичну) втрату слуху (H91.2)                  |
| (H90.0) | Кондуктивна втрата слуху, двостороння |
| (H90.1) | Кондуктивна втрата слуху, одностороння з нормальним слухом у протилежному вусі |
| (H90.2) | Кондуктивна втрата слуху, неуточнена |
|         | Кондуктивна глухота БДВ |
| (H90.3) | Нейросенсорна втрата слуху, двостороння |
| (H90.4) | Нейросенсорна втрата слуху, одностороння з нормальним слухом у протилежному вусі |
| (H90.5) | Нейросенсорна втрата слуху, неуточнена |
|         | Вроджена глухота БДВ |
|         | Центральна втрата слуху БДВ |
|         | Невральна втрата слуху БДВ |
|         | Сприймаюча втрата слуху БДВ |
|         | Сенсорна втрата слуху БДВ |
|         | Нейросенсорна глухота БДВ |
| (H90.6) | Змішана кондуктивна та нейросенсорна втрата слуху, двостороння |
| (H90.7) | Змішана кондуктивна та нейросенсорна втрата слуху, одностороння з нормальним слухом у протилежному вусі |
| (H90.8) | Змішана кондуктивна та нейросенсорна втрата слуху, неуточнена |
| (H91)   | Інші втрати слуху |
|         | Виключаючи: аномалії слухового сприйняття (H93.2), втрата слуху, класифіковану в рубриці H90.-, сірчану пробку (H61.2), втрату слуху, спричинену шумом (H83.3), психогенну глухоту (F44.6) та транзиторну ішемічну глухоту (H93.0) |
| (H91.0) | Ототоксична втрата слуху |
| (H91.1) | Пресбіакузис |
|         | Пресбіакузія |
| (H91.2) | Раптова ідіопатична втрата слуху |
|         | Раптова втрата слуху БДВ |
| (H91.3) | Мутаційна глухота [глухий мутизм], не класифікована в інших рубриках |
| (H91.8) | Інші уточнені втрати слуху |
| (H91.9) | Втрата слуху, неуточнена |
|         | Глухота БДВ |
|         | Високочастотна глухота |
|         | Низькочастотна глухота |
| (H92)   | Оталгія та виділення [вилив] з вуха |
| (H92.0) | Оталгія |
| (H92.1) | Оторея |
|         | Виключаючи: витікання спинномозкової рідини через вухо (G96.0) |
| (H92.2) | Кровотеча з вуха |
|         | Виключаючи: травматичну кровотечу |
| (H93)   | Інші хвороби вуха, не класифіковані в інших рубриках |
| (H93.0) | Дегенеративні та судинні хвороби вуха |
|         | Транзиторна [минуща] ішемічна глухота |
|         | Виключаючи: пресбіакузис (H91.1) |
| (H93.1) | Тінітус [суб'єктивний шум у вухах] |
| (H93.2) | Інші аномалії слухового сприйняття |
|         | Слухове доповнення |
|         | Диплакузія |
|         | Гіперакузія |
|         | Минуще слухове порогове зрушення |
|         | Виключаючи: слухові галюцинації (R44.0) |
| (H93.3) | Порушення слухового нерва |
|         | Ураження 8-го черепного нерва |
| (H93.8) | Інші уточнені хвороби вуха |
| (H93.9) | Хвороба вуха, неуточнена |
| (H94)   | [☆] Інші розлади вуха при хворобах, класифікованих в інших рубриках |
| (H94.0) | [☆] Кохлеарний неврит при інфекційних та паразитарних хворобах, класифікованих в інших рубриках |
|         | Кохлеарний неврит при сифілісі (A52.1[†]) |
| (H94.8) | [☆] Інші уточнені ураження вуха при хворобах, класифікованих в інших рубриках |
| (H95)   | Ураження вуха та соскоподібного відростка після медичних процедур, не класифіковані в інших рубриках |
| (H95.0) | Рецидивуюча холестеатома порожнини після медичних процедур |
| (H95.1) | Інші ураження після мастоідектомія |
|         | Хронічне запалення після мастоідектомії порожнини |
|         | Грануляція після мастоідектомії порожнини |
|         | Мукозна кіста після мастоідектомії порожнини |
| (H95.8) | Інші ураження вуха та соскоподібного відростка після медичних процедур |
| (H95.9) | Поразка вуха та соскоподібного відростка після медичних процедур, неуточнена |

## Виноски
1. ↑  International Statistical Classification of Diseases and Related Health Problems 10th Revision. Version:2015 (англ.). World Health Organization. Процитовано 15 листопада 2015. (англ.)
2. ↑  Клініко-статистична класифікація хвороб, розроблена на базі МКХ-10 (проект) (укр.). Міністерство охорони здоров'я України. Процитовано 15 листопада 2015. (укр.)